# المقاتلون السعوديون في الخارج
المقاتلين السعوديين في الخارج هم المواطنين السعوديين اللذين يذهبون إلى مناطق النزاع والصراعات المسلحة ويشاركون تطوعاً في القتال في حروب خارجية سواء حالياً أو لفترات زمنية سابقة لأسباب بعضهم يرونها ايدولوجية أو دينية.

## الوضع القانوني
في مطلع شهر فبراير من عام 2014م صدر أمر ملكي بعقوبات على السعوديين المقاتلين في النزاعات الخارجية تتراوح ما بين السجن من 3 أعوام إلى 20 عام وإذا كان عسكرياً من 5 أعوام إلى 30 عام  إلا أن الحكومة السعودية في فترات زمنية أخرى مثل فترة الثمانينات الميلادية من القرن العشرين شجعت الشباب السعودي للجهاد للمشاركة في الحرب السوفيتية في أفغانستان إلا أنها أعتقلت المئات منهم لدى عودتهم للمملكة في مطلع التسعينات.

## فئاتهم
الغالبية منهم ينتمون للتيارات الإسلامية الجهادية وشاركوا في أحداث أبرزها: حرب أفغانستان، وحرب البوسنة والهرسك، والحرب الشيشانية، وفي الجهاد ضد الجيش الأمريكي في العراق، وفي الانتفاضة السورية، لكن هناك بعض اليساريين السعوديين شاركوا في القتال في ثورة ظفار في سلطنة عمان ، وهناك بعض السعوديين من القوميين العرب من الناصريين شاركوا في ثورة 26 سبتمبر اليمنية مع الجمهوريين والجيش المصري ضد الملكيين والحكومة السعودية أبرزهم و أشهرهم ناصر السعيد زعيم تنظيم إتحاد شعب الجزيرة العربية ، و هناك بعض الشيعة السعوديين اللذين تلقوا تدريبات عسكرية في إيران ولبنان وأسسوا ما يسمى بحزب الله السعودي وتواردت أخبار عن سقوط بعضهم قتلى في 2013م في السيدة زينب في ريف دمشق أثناء قتالهم إلى جانب النظام السوري. 

## فلسطين
أطلق اسم السعودي فهد المارك على أحد الشوارع الفلسطينية المؤدية إلى مدينة طولكرم، ويعد فهد المارك أحد المتطوعين العرب اللذين استشهدوا في فلسطين بعد مشاركته بحرب 1948 ، بينما سلطان الرويلي لا يزال أسير في السجون الإسرائيلية. 

## أبرز الشخصيات
أسامة بن لادن وعبدالعزيز الغامدي وثامر السويلم الملقب بـخطاب حيث تولوا قيادة الجماعات في الخارج.